# US-amerikanische Badmintonmeisterschaft 1989
Die US-amerikanische Badmintonmeisterschaft 1989 fand im Frühjahr 1989 in Colorado Springs statt. Es war die 49. Auflage der nationalen Titelkämpfe im Badminton in den USA.

## Titelträger
| Disziplin    | Sieger                          |
| ------------ | ------------------------------- |
| Herreneinzel | Tariq Wadood                    |
| Dameneinzel  | Linda Safarik-Tong              |
| Herrendoppel | Chris Jogis Benny Lee           |
| Damendoppel  | Linda French Linda Safarik-Tong |
| Mixed        | Tariq Wadood Linda French       |